# Vibrante simple labiodental
La vibrante simple labiodental es un sonido del habla que se encuentra principalmente en lenguas de África Central, como Kera y Mangbetu. También se ha informado en el idioma austronés y el Sika. Es una de las pocas vibrantes no róticas.
El sonido comienza con el labio inferior colocado detrás de los dientes superiores. El labio inferior es entonces volteado hacia fuera, golpeando los dientes superiores de pasada. El símbolo en el alfabeto fonético internacional que representa este sonido es ⟨ⱱ⟩, que se parece al izhitsa del alfabeto cirílico, ⟨ѵ⟩, pero se compone de ⟨v⟩ y el gancho de la vibrante ⟨ɾ⟩.
Cuando se describe en la literatura, a menudo se transcribe por un v modificado por el diacrítico extra-corto, ⟨v̆⟩, siguiendo una recomendación de la Asociación Internacional de Fonética. La v con un símbolo de lazo izquierdo se ha empleado en artículos de la Escuela de Estudios Orientales y Africanos y por Joseph Greenberg. En 2005, la Asociación Internacional de Fonética, respondiendo a la solicitud del Dr. Kenneth S. Olson para su adopción, votó por incluir un símbolo para este sonido, y seleccionó un v con un gancho de derecha. Este símbolo es una combinación de ⟨v⟩ + ⟨ɾ⟩ (las letras para la fricativa labiodental sonora y la vibrante simple alveolar). A partir de la versión 5.1.0, el conjunto de caracteres Unicode codifica este carácter en U + 2C71 (ⱱ).

## Aparición en distintas lenguas
La vibrante simple labiodental se encuentra principalmente en África, quizás en un par de cientos de lenguas en la familia Chádica (Margi, Tera), Ubangiano (Ngbaka, Ma'bo, Sera), Sudánico Central (Mangbetu, Kresh) y Bantoide (Ngwe, algunos dialectos Shona). Es extremadamente raro fuera de África, aunque se usa en el idioma Sika en Flores (Indonesia).
Kera: [ⱱə̃ə̃ti] empuja la cabeza fuera de un agujero o fuera del agua
Mangbetu: [tɛⱱɛ] diez / [nɛⱱjàⱱjá] pájaro negro
Mono: vwa [ⱱa] enviar
Sika: [ⱱoːtɛr] yo mantengo un poste en el suelo
La vibrante bilabial [ⱳ] es una variante de la vibrante simple labiodental en varios idiomas, incluyendo Mono. Este sonido implica golpear el labio superior en lugar de los dientes superiores. No se sabe que los dos sonidos contrasten en ningún idioma; El término colgajo labial puede ser utilizado como una descripción más amplia que abarca ambos sonidos.
En Sika, la vibración se escucha en pronunciación cuidadosa, pero también puede realizarse como una parada labiodental sonora, [b̪] o una africada. Contrasta con una fricativa bilabial y labiodental:
[ⱱoːtɛr] 	yo mantengo un poste en el suelo
[βotɛːr] 	yo compro
[voːtɛr] 	nosotros compramos
- Datos: Q1973022